# Pullen Strait
Die Pullen Strait ist eine Meerenge in Nunavut (Kanada), die die zu den Königin-Elisabeth-Inseln (Teil des kanadisch-arktischen Archipels) gehörenden Inseln Cornwallis Island und Little Cornwallis Island trennt. Die 18 Kilometer lange und 4 Kilometer breite Meerenge verbindet den McDougall-Sund im Süden mit dem Queens Channel im Norden.
Die Meerenge ist nach dem kanadischen Admiral William Pullen (1813–1887) benannt.